# ألينا شينكارينكو
ألينا فيتالييفنا شينكارينكو (الأوكرانية: Алина Vitaliyivna Shynkarenko؛ من مواليد 14 نوفمبر 1998) هي سباحة متزامنة أوكرانية حائزة على ميدالية بطولة العالم. حصلت على الميدالية البرونزية في دورة الألعاب الأولمبية الصيفية 2020 مع الفريق الأوكراني للسيدات الذي ضم كل من مارينا ألكسييفا، فلاديسلافا ألكسييفا، مارتا فيدينا، كاترينا ريزنيك، أناستاسيا سافتشوك، ألينا شينكارينكو، يليزافيتا ياخنو.

## مسيرتها
فازت ألينا شينكارنكو بأول ميدالياتها الدولية في دورة الألعاب الأوروبية 2015 في باكو. وحصدت شينكارنكو الميداليات البرونزية في كلٍّ من منافسات الفرق والبرنامج الحر المشترك. وفي المرتين، خسر الفريق الأوكراني أمام روسيا وإسبانيا. وكانت بطولة العالم 2017 في بودابست هي ثاني نجاحات شينكارنكو في البطولة، حيث فازت بأول ميدالية فضية لها مع الفريق في البرنامج المشترك. وبعد عام فازت بثلاث ميداليات في بطولة أوروبا في غلاسكو. كما حصدت ميداليات فضية مع الفريق في البرنامجين الفني والحر، وتوجت بطلة لأوروبا مع الفريق الأوكراني في البرنامج المشترك.